# Jan Björkman
Jan Björkman, født 1950, fra Olofström i Blekinge, er en svensk socialdemokratisk politiker, som siden 1988 er medlem af Riksdagen og siden 2006 Riksdagens første næstformand. Han har tidligere været formand for Riksdagens uddannelsesudvalg. Björkman er indvaldt for valgkredsen Blekinge län. Af erhverv er han aftenskoleleder.
| Efterfulgte: Berit Löfstedt | Formand for Riksdagens uddannelsesudvalg 7 februar 1995-2006 | Efterfulgtes af: Sofia Larsen |

## Eksterne links og kilder
- Riksdagen – Jan Björkman
- Socialdemokraterna – Jan Björkman Arkiveret 30. september 2007 hos  Wayback Machine